# Sandd
Sandd (Sort and Deliver) was een postbedrijf in Nederland. Het is in 1999 opgericht door een groep investeerders van investeringsmaatschappij Trimoteur. Het hoofdkantoor stond in Apeldoorn. In oktober 2019 werd het overgenomen door PostNL. Toen werkten er ongeveer 16.000 mensen direct voor Sandd en zo'n 3.450 mensen voor een franchisenemer. Sinds februari 2020 zijn de locaties gesloten en wordt de post via het netwerk van PostNL verwerkt. Het merk Sandd hield op te bestaan.

## Activiteiten
De onderneming richtte zich op de bezorging van geadresseerd drukwerk, zoals transactiepost, direct mail, tijdschriften, brievenbuspakketjes en pakketten ('sandd2me').
Op 1 april 2009 werd de postmarkt geliberaliseerd, waardoor TNT Post, het latere PostNL, het monopolie op het bezorgen van post tot 50 gram verloor. Sandd kon hierna behalve tijdschriften e.d. ook bijvoorbeeld bankafschriften en brieven bezorgen. Sandd richtte zich vooral op de overheid, en grote bedrijven zoals banken en uitgeverijen. Vanaf 2017 bood Sandd ook diensten aan op de particuliere markt. Het bedrijf gaf daartoe eigen postzegels uit. In 2018 werden in Nederland 2,5 miljard poststukken afgeleverd  (in 2015: 3,2 miljard) waarvan het marktaandeel van Sandd ongeveer 29% was. In 2018 leverde het 720 miljoen poststukken af en behaalde hiermee een omzet van iets meer dan 200 miljoen euro.

## Arbeidsonrust
Parallel aan de liberalisering van de postmarkt werd door de vakbonden een cao-traject gestart met de particuliere postbedrijven. Daarbij werd onderscheid gemaakt tussen regionale postbedrijven met een omzet van minder dan €1 miljoen, en de landelijk werkende bedrijven Sandd, Netwerk VSP en Selekt Mail, waarvan alleen eerste de concurrentieslag overleefd heeft. De cao-onderhandelingen bereikten in 2014 een climax toen Sandd een cao afsloot met een gele vakbond, de Landelijke Belangen Vereniging. Deze actie werd middels een amendement op de Postwet gecorrigeerd.

## Overname van Selekt Mail
In 2010 nam Sandd Selekt Mail over. Het marktaandeel steeg daardoor in 2011 naar 11%. Veel Selekt-Mail-bezorgers gingen voor Sandd werken. In 2015 was het marktaandeel naar 25% gestegen.

## Overname Van Straaten Post
Op 16 oktober 2017 kreeg Sandd toestemming om Van Straaten Post (VSP) over te nemen. Het bedrijf maakte een maand eerder bekend VSP over te willen nemen voor een onbekend bedrag. De nieuwe combinatie tells 20.000 medewerkers met een jaaromzet van 195 miljoen euro. VSP verwerkte regionale post en brachytherapy deze binnen 24 uur bij de geadresseerde, terwijl Sandd vooral post verwerkte die binnen 48 tot 72 uur bezorgd werd.

## Het logistieke netwerk van Sandd tot eind januari 2020
De eerste sortering van de post die Sandd bezorgde geschiedde onder andere in de centrale sorteerhal op het bedrijventerrein de Ecofactorij in Apeldoorn. De centrale sorteerhal werd in 2005 geopend en had een oppervlakte van 10.000 vierkante meter. Hier werd een deel van de post door een V-Sort-sorteermachine met 156 uitgangen gecodeerd en op subdepot gesorteerd (de eerste sortering). Deze machine kon maximaal 25.000 poststukken per uur verwerken. Een bundelsorter met 140 uitgangen sorteerde bundels van 30-50 poststukken die al gecodeerd waren en op volgorde zaten. Dit maakte 80% van de Sandd-post uit. De bundelsorter had een capaciteit van 12.500 bundels per uur. Een gedeelte van de post werd in de centrale sorteerhal van Apeldoorn ook handmatig verder op wijknummer gesorteerd (de tweede sortering). De gecodeerde en op subdepot of wijknummer gesorteerde post werd daarna voor dag en dauw per vrachtwagen naar de tien andere sites en de negen franchisenemers gebracht, waar de post in sorteerkasten en -stellingen handmatig op wijknummer gesorteerd werd (de tweede sortering). Daarna moest de post op loopvolgorde gezet worden (de derde en vierde sortering). Dit gebeurde voor een klein deel in sorteerkasten in de sorteerhallen van de lokale sites, met name de post die door flexbezorgers bezorgd werd, of de 24-uurspost. Andere bezorgers met een vaste wijk zetten de post voor hun wijk zelf thuis op loopvolgorde, nadat het door een chauffeur bij de bezorger thuis was bezorgd (meestal op maandag en donderdag). De 72-uurspost mocht op dinsdag en vrijdag tussen 7.00 u en 21.00 uur bezorgd worden en soms een dag later. De 24-uurspost werd vijf dagen per week bezorgd, van dinsdag tot en met zaterdag.

## Overname door PostNL
Op 25 februari 2019 werd bekend dat PostNL concurrent Sandd wilde overnemen voor 130 miljoen euro. Na de overname zou PostNL vrijwel de gehele Nederlandse postmarkt verzorgen. Voor de overname had PostNL ongeveer 70% van de postmarkt in handen en Sandd bijna de rest. Op 5 september 2019 maakte de ACM bekend geen toestemming te geven voor de overname om te voorkomen dat PostNL een monopoliepositie zou verwerven, waardoor de prijs voor zakelijke post naar verwachting met 30 tot 40 procent zou stijgen.
Eind september 2019 stemde staatssecretaris Keijzer van Economische Zaken alsnog in met de overname. Zij maakt gebruik van haar bevoegdheid de koop goed te keuren ondanks het negatieve advies van de ACM. Keijzer wil dat de postbezorging "betaalbaar, beschikbaar en betrouwbaar blijft in een sterk krimpende markt". Zij stelde wel voorwaarden: er kwam een rendementsplafond van negen procent op de Nederlandse postdienstverlening, inclusief de zakelijke activiteiten. Keijzer wil zo overwinsten voorkomen. Tevens kon de postzegelprijs niet verder stijgen dan de daadwerkelijke gemaakte kosten. Verder werd er een sociale regeling voor de medewerkers van Sandd afgesproken.
In oktober 2019 was de overname een feit. Rob Brakenhoff zei bij zijn afscheid als ceo, dat het onvermijdelijk was dat het bestuur met de overname zou instemmen vanwege de enorme krimp in de postmarkt, waardoor er in Nederland geen ruimte meer was voor twee grote landelijk opererende postbedrijven. De overname zou zekerheid geven voor de postvoorziening in Nederland en perspectief aan duizenden werknemers.
Stephan van de Eijnden volgde hem op als ceo. Het bedrijf bleef tot en met 31 januari 2020 post bezorgen, daarna werd de post van de klanten van Sandd via PostNL bezorgd. Het netwerk van Sandd en de merknaam Sandd hielden per 1 februari 2020 op te bestaan. Het hoofdkantoor en de centrale sorteerhal in Apeldoorn en de andere lokale sites met sorteerhallen en depots verspreid over het land werden gesloten. 4.300 medewerkers kwamen in dienst van PostNL. PostNL betaalde 130 miljoen euro. Hiervan was 25 miljoen euro bestemd voor de aflossing van de schulden en 105 miljoen euro was cash voor de aandeelhouders.
Sinds het samengaan van PostNL en Sandd was PostNL het enige postbedrijf in Nederland met een landelijk dekkend netwerk. PostNL had geen volledig monopolie in Nederland, want ongeveer zeven procent van de postmarkt in Nederland werd anno 2020 door lokale postbedrijven verzorgd.